# Mafia (videospil)
 For alternative betydninger, se Mafia (flertydig). (Se også artikler, som begynder med Mafia)
Mafia er et third-person shooter videospil oprindeligt lavet til PC og blev udgivet i 2002. Det blev senere omprogrammeret til Sony PlayStation 2 og Microsoft Xbox i 2004. Det var udviklet af et Tjekkisk baseret firma Illusion Softworks og udgivet af Gathering of Developers. Spillet giver spilleren til opgave, at styrer en af de kriminelle og løse utallige missioner for at komme frem i tiden, spillet og rang. Det modtog stærkt kritisk reaktion og fortsatte med at opretholde en loyal kult følgende. D. 12. marts 2008, solgte Mafia 2 millioner kopier ifølge Take-Two Interactive. IGNs anmeldelse gav det 9.2/10 imens Gamespot erklærede i deres review: "Ganske simpelt, Mafia er en af de bedste videospil til dato." og gav det 9.3/10
D. 21. august, 2007, annoncerede Take-Two Interactive Mafia II ved år 2007s Leipzig Games Convention, under udvikling af Illusion Softworks, nu kaldt 2K Czech.
Fra 7. september 2010 er det nu muligt at købe og hente spillet igennem Steam.